# Leiosaurus bellii
Leiosaurus bellii är en ödleart som beskrevs av  Duméril och BIBRON 1837. Leiosaurus bellii ingår i släktet Leiosaurus och familjen Polychrotidae. Inga underarter finns listade i Catalogue of Life.